# 1. Fußball-Club Magdeburg 2011-2012
Questa voce raccoglie le informazioni riguardanti il 1. Fußball-Club Magdeburg  nelle competizioni ufficiali della stagione calcistica 2011-2012.

## Rosa
| N. |                        | Ruolo | Calciatore                  |
| -- | ---------------------- | ----- | --------------------------- |
| 1  | Germania (bandiera)    | P     | Matthias Tischer            |
| 2  | Germania (bandiera)    | D     | Fernando Lenk               |
| 3  | Germania (bandiera)    | D     | Peter Hackenberg (capitano) |
| 4  | Germania (bandiera)    | C     | Daniel Halke                |
| 5  | Germania (bandiera)    | C     | Patrick Henkel              |
| 6  | Germania (bandiera)    | D     | Tobias Becker               |
| 7  | Filippine (bandiera)   | A     | Denis Wolf                  |
| 8  | Serbia (bandiera)      | A     | Velimir Jovanović           |
| 9  | Stati Uniti (bandiera) | A     | Christopher Wright          |
| 10 | Polonia (bandiera)     | A     | Dawid Krieger               |

| N. |                     | Ruolo | Calciatore             |
| -- | ------------------- | ----- | ---------------------- |
| 13 | Germania (bandiera) | C     | Moritz Instenberg      |
| 14 | Germania (bandiera) | C     | Patrick Bärje          |
| 15 | Germania (bandiera) | A     | Tobias Scharlau        |
| 19 | Germania (bandiera) | C     | Stephan Neumann        |
| 20 | Germania (bandiera) | A     | Fabian Burdenski       |
| 22 | Germania (bandiera) | D     | Philipp Blume          |
| 23 | Germania (bandiera) | D     | Tobias Friebertshäuser |
| 24 | Germania (bandiera) | C     | Kosta Rodrigues        |
| 27 | Germania (bandiera) | C     | Marco Kurth            |
| 28 | Germania (bandiera) | C     | Fabio Viteritti        |